# Zilversoldeer
Met zilversoldeer worden zilverlegeringen aangeduid die geschikt zijn voor hardsolderen. Zij bevatten behalve zilver, metalen als koper, cadmium en zink, en in sommige gevallen kleine hoeveelheden mangaan en nikkel. Het smeltpunt ligt ongeveer tussen 400 en 900 °C. Hoe meer zilver het soldeer bevat, hoe lager de verwerkingstemperatuur en hoe sterker de verbinding. Zilversoldeer vloeit gemakkelijker dan messingsoldeer. Er is zilversoldeer waaraan fosfor is toegevoegd, waardoor het geschikt is om koper aan koper te solderen zonder dat een vloeimiddel nodig is.
Omdat cadmium een giftige stof is, is het tegenwoordig voor veel toepassingen verboden als toevoeging aan zilversoldeer, en wordt wel vervangen door tin.
Zilversoldeer zonder cadmium is bijvoorbeeld:
- L-Ag34Sn (34 % Ag, 36 % Cu, 27,5 % Zn, 2,5 % Sn)
- L-Ag44 (44 % Ag, 30 % Cu, 26 % Zn)
- L-Ag55Sn (55 % Ag, 21 % Cu, 22 % Zn, 2 % Sn)

Zilversoldeer met cadmium (niet toegestaan voor drinkwaterinstallaties)
- L-Ag40Cd (40 % Ag, 19 % Cu, 21 % Zn, 20 % Cd)
- L-Ag30Cd (30 % Ag, 28 % Cu, 21 % Zn, 21 % Cd)